# Mucorals
Els mucorals (Mucorales) són un ordre de fongs de la divisió dels mucoromicots (Mucoromycota),  classe dels mucoromicets (Mucoromycetes). Anteriorment es classificava com una subdivisió de la divisió parafilètica Zygomycota.

## Història natural
La majoria de les espècies de mucorals són sapròtrofes, i creixen sobre substrats orgànics (com la fruita, el sòl, etc.). Algunes espècies són paràsites o patògenes d'animals, plantes i altres fongs. Unes poques espècies causen malalties en animals i humans (zigomicosi), i també reaccions d'al·lèrgia.

## Taxonomia
L'ordre dels mucorals inclou 417 espècies repartides en 17 famílies:
- Família Backusellaceae
- Família Circinellaceae
- Família Cunninghamellaceae
- Família Lentamycetaceae
- Família Lichtheimiaceae
- Família Mucoraceae
- Família Mycocladaceae
- Família Phycomycetaceae
- Família Pilobolaceae
- Família Protomycocladaceae
- Família Radiomycetaceae
- Família Rhizomucoraceae
- Família Rhizopodaceae
- Família Saksenaeaceae
- Família Syncephalastraceae
- Família Syzygitaceae
- Família Thermomucoraceae